# 虹色ハミング
『虹色ハミング』（にじいろハミング）は、marbleの1枚目のアルバムである。

## 概要
- 2006年にメジャーデビューしたmarble初のオリジナルファーストアルバム。
- 「アネモネ」は中原麻衣への提供曲のセルフカヴァー。
- 「青の扉」はインディーズ時代の作品のセルフカヴァー。

## 収録曲
（全作詞：micco）
1. アネモネ（Melancholy of marble Version）
作曲：micco、編曲：菊池達也 ストリングス編曲：中西亮輔
2. 空中迷路
作曲・編曲：菊池達也
テレビアニメ『かみちゃまかりん』新エンディング主題歌
3. 青空loop
作曲：micco、編曲：菊池達也
テレビアニメ『キミキス pure rouge』オープニング主題歌
テレ玉『アニたま』エンディング主題歌（2008年2月）
4. 君とスロー
作曲・編曲：菊池達也
5. move
作曲・編曲：菊池達也
6. 青の扉（Album Version）
作曲・編曲：菊池達也
7. 虹色ハミング
作曲：micco、編曲：菊池達也
8. 綿帽子
作曲・編曲：菊池達也
9. ほどいた手
作曲・編曲：菊池達也
10. 最後は白になる
作曲・編曲：菊池達也
11. 星空（Stella Mix）
作曲：micco、編曲：littlelittle（菊池達也・柘植敏道）
12. 蕾
作曲：micco、編曲：菊池達也
13. clover（Ble Nova Version）
作曲・編曲：菊池達也
14. 芽生えドライブ
作曲・編曲：菊池達也
テレビアニメ『ひだまりスケッチ』エンディングテーマ